# Orthocentrus attenuatus
Orthocentrus attenuatus är en stekelart som beskrevs av Holmgren 1858. Orthocentrus attenuatus ingår i släktet Orthocentrus och familjen brokparasitsteklar. Arten är reproducerande i Sverige. Inga underarter finns listade i Catalogue of Life.